# تپه گلور
تپه گلور مربوط به دوره اشکانیان - دوره ساسانیان است و در شهرستان مانه و سملقان، شرق حصه گاه کیکانلو واقع شده و این اثر در تاریخ ۱۶ خرداد ۱۳۵۶ با شمارهٔ ثبت ۱۴۳۸ به‌عنوان یکی از آثار ملی ایران به ثبت رسیده است.